# Râul Tăciuni
Râul Tăciuni este un curs de apă, afluent al râului Coacăza. 